# Malmömässan

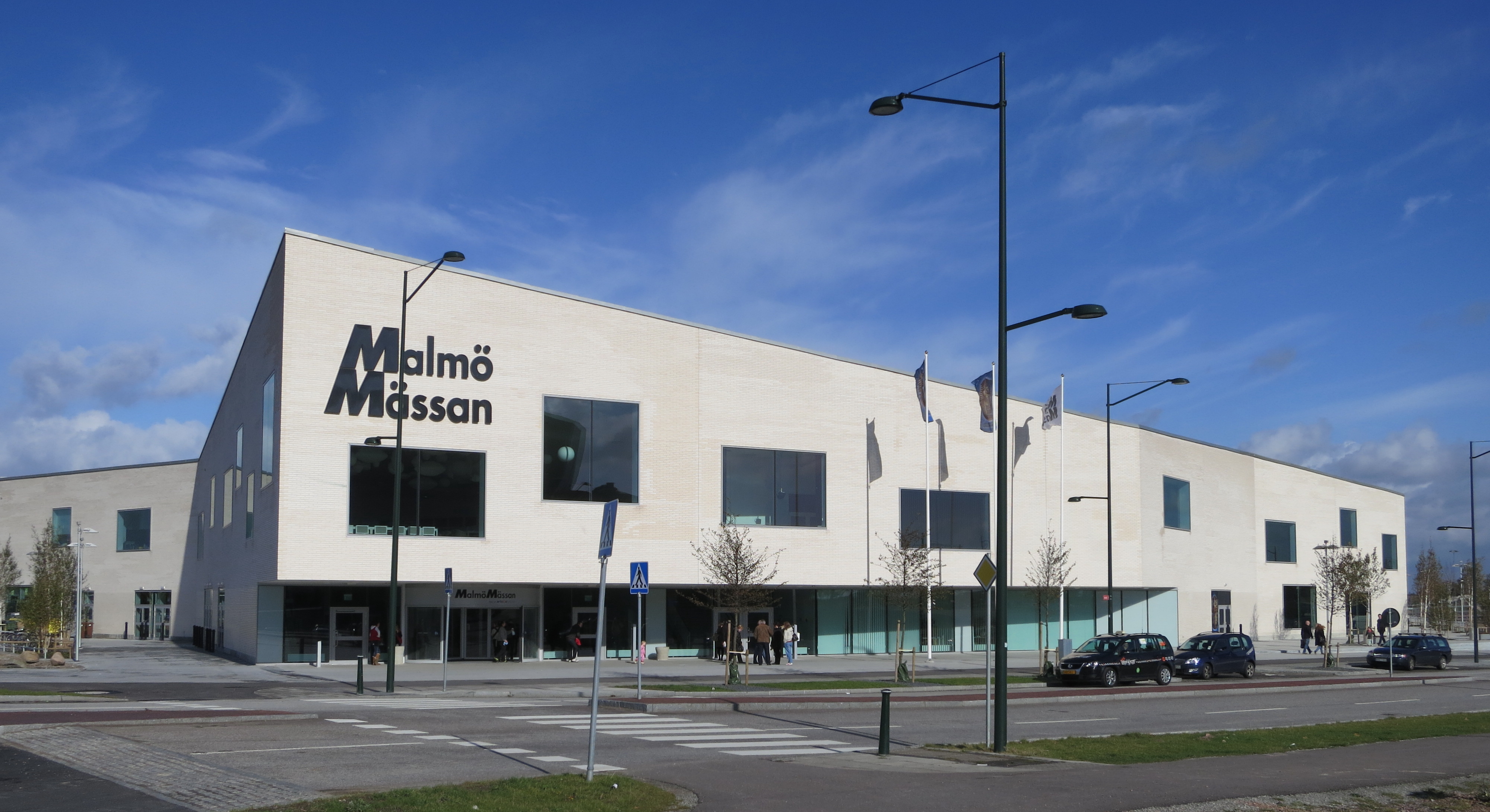
Malmömässan, sedd 2012.

Malmömässan är en mässarrangör och mässhall i Malmö. Mässhallen ligger i Hyllie i närheten av Malmö Arena och Emporia. Anläggningen är 22 000 kvadratmeter stor och innehåller utöver mässhallen ett kongresscenter, en konferensvåning och två restauranger. Den totala konferenskapaciteten är 3000 konferensstolar i 16 möteslokaler i varierande storlekar från 20 - 2000 personer. Mässan drivs av Easyfairs Nordic, en del av den internationella mässkoncernen Easyfairs Group. Easyfairs driver även Kistamässan i Stockholm och Åbymässan i Göteborg. 
Mässan används varje år för stora nationella och internationella möten och evenemang.

## Historia

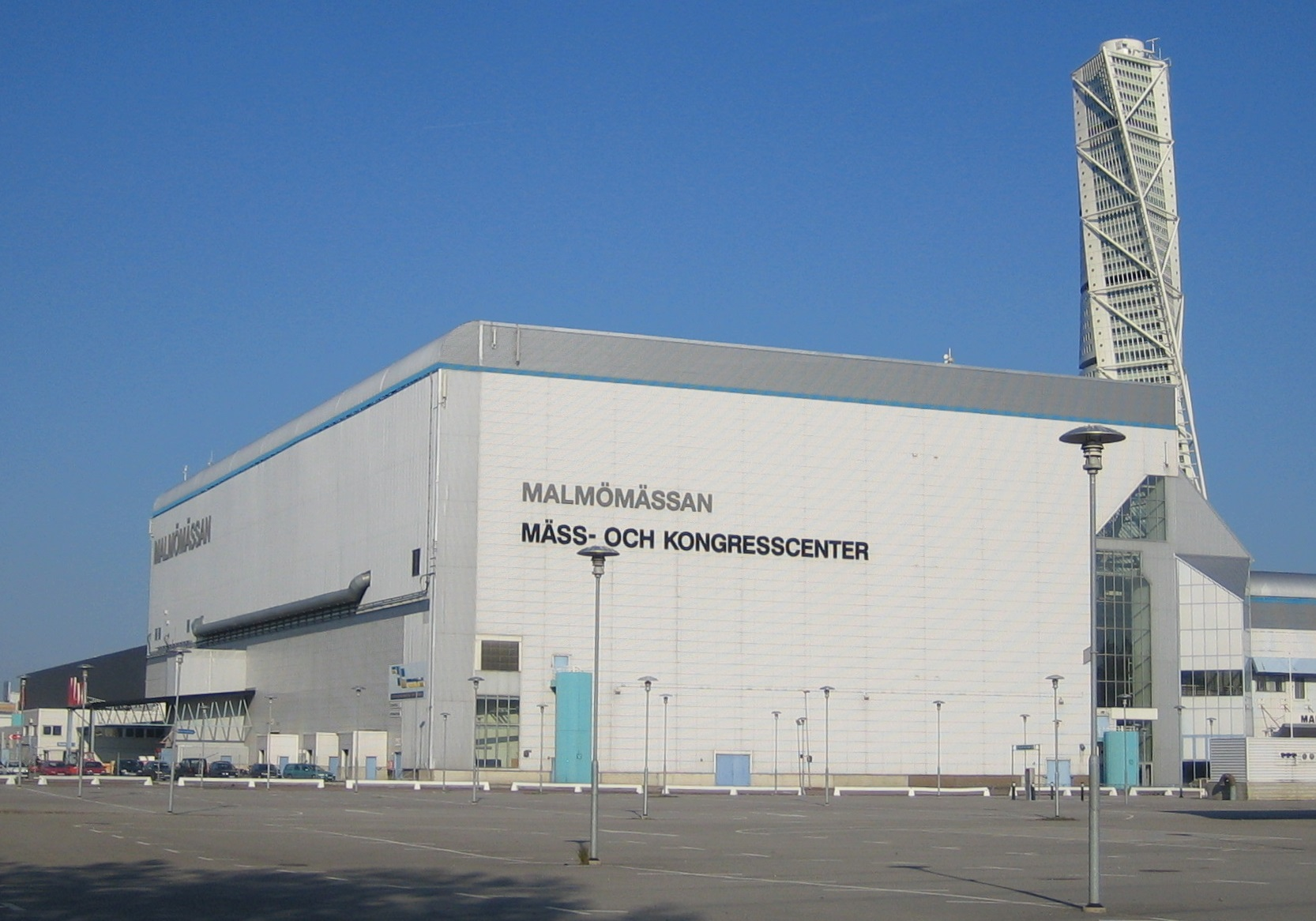
Kockums Hall 7, den tidigare mässhallen vilken revs 2010.

Malmömässan var från 1964 verksam i Malmö mässhallar på Stadionområdet, vilka ritades av arkitekterna Fritz Jaenecke & Sten Samuelson och invigdes i samband med Baltiska utställningens 50-årsjubileum. När mässan flyttat 1994 köptes de tidigare mässhallarna på stadionområdet av Malmö pingstförsamling, som där inrättade bland annat kyrkolokal och kongresscentret Stadionmässan.
Malmömässan flyttade till den tidigare monteringshallen (hall 7) på Kockums varvsområde i Västra Hamnen, nära Turning Torso. Efter att den civila fartygsproduktionen vid Kockums upphört hade hallen inrymt en bilfabrik (Saab) under några år. Anläggningen omfattade 20 000 kvadratmeter fördelade på kongresscenter, mässlokaler och restauranger. Hallen stängdes 31 mars 2010 för rivning. En ny mässhall planerade öppna under andra hälften av 2011 i grannkommunen Burlöv, men efter beslut i kommunen skrinlades dessa planer. 
En ny mässhall byggdes i Hyllie, med invigning i februari 2012 av arkitekten Erik Giudice.